# Waste Management
Waste Management es el tercer y último álbum de estudio en inglés del dúo ruso t.A.T.u. Este álbum en su versión rusa se llama "Vesyolye Ulybki". El disco se pensaba lanzar durante el otoño del 2008, pero debido a problemas internos, nunca se dio tal fecha. Siendo publicado hasta diciembre de 2009.
Este álbum es la banda sonora para la película You and I, estrenada en mayo de 2008 en el Festival de Cine de Cannes.
A partir del 22 de noviembre, Amazon publicó una preventa del álbum con una previsualización de alrededor de 30 segundos de cada canción.
El lanzamiento del álbum físico se vio aplazado hasta el 25 de enero de 2010 en Brasil, mientras que en Argentina y Chile su lanzamiento fue el 1.º de febrero oficialmente, no obstante, ya podía ser reservado y hasta retirado la semana anterior en Buenos Aires. También el álbum estaba previsto para salir en Colombia el 8 de marzo, según afirmó Coqueiro Verde Records.

## Canciones
| N.º | Título                                                 | Letras                                              | Música                                      | Duración |  |
| 1.  | «White Robe» (Túnica Blanca)                           | María Maksakova, T.A. Music, Leonid Aleksandrovskiy | Vania Kilar                                 | 03:14    |  |
| 2.  | «You and I» (Tú y Yo)                                  | Ed Buller, Andy Kubiszewski                         | Buller, Kubiszewski                         | 03:16    |  |
| 3.  | «Sparks» (Chispas)                                     | Valeriy Polienko, Aleksandrovskiy                   | Polienko                                    | 03:07    |  |
| 4.  | «Snowfalls» (Nevadas)                                  | Katia Salem, T.A. Music, Aleksandrovskiy            | Slowman                                     | 03:15    |  |
| 5.  | «Marsianskiye Glaza (Martian Eyes)» (Ojos de Marciano) | T.A. Music                                          | Sergio Galoyan                              | 03:10    |  |
| 6.  | «Little People» (Gente Pequeña)                        | T.A. Music, Aleksandrovskiy                         | Slowman                                     | 03:27    |  |
| 7.  | «Waste Management» (Manejo de Desechos)                |                                                     | Evgeni Matveitzev                           | 02:05    |  |
| 8.  | «Running Blind» (Corriendo Ciega)                      | Julian Schramm, Larz Reinatz, Christian Behrens     | Sven Martin, Rasmus Schwenger, Lene Dissing | 03:40    |  |
| 9.  | «Fly On the Wall» (Mosca en la Pared)                  | Josh Alexander, Billy Steinberg                     | Alexander, Steinberg                        | 03:59    |  |
| 10. | «Time of the Moon» (Tiempo de la Lunar)                | T.A. Music, Aleksandrovskiy                         | Kilar                                       | 03:23    |  |
| 11. | «Don't Regret» (No Te Arrepientas)                     | T.A. Music, Aleksandrovskiy                         | Kilar                                       | 03:06    |  |

| Bonus Tracks |                                                                  |                           |                            |          |  |
| N.º          | Título                                                           | Letras                    | Música                     | Duración |  |
| 12.          | «Beliy Plaschik Fly_Dream Remix» (Túnica Blanca Fly_Dream Remix) | Maksakova, T.A. Music     | Kilar                      | 05:32    |  |
| 13.          | «Runnig Blind Transformer Remix»                                 | Schramm, Reinatz, Behrens | Martin, Schwenger, Dissing | 03:53    |  |
| 14.          | «Ne Zhaley Sniper Remix» (No Te Arrepientas Sniper Remix)        | T.A. Music                | Kilar                      | 04:58    |  |

## Posicionamiento en lista
| País                | Posición |
| ------------------- | -------- |
| México (Top 100)    | 3        |
| Russian Albums (2M) | 5        |